# بازيليكا السيدة العذراء في لوخان

بازيليكا السيدة العذراء في لوخان هي كنيسة رومانية كاثوليكية تقع في لوخان، الأرجنتين.